# Sophira appendiculata
Sophira appendiculata är en tvåvingeart som beskrevs av Günther Enderlein 1911. Sophira appendiculata ingår i släktet Sophira och familjen borrflugor. Inga underarter finns listade i Catalogue of Life.